# Unto Seppänen
Unto Seppänen, född 1904 i Helsingfors, död 1955, var en finsk författare.
Han studerade vid Helsingfors universitet och arbetade som journalist från och med 1930. Han tilldelades Pro Finlandia-medaljen 1948.
Seppänen skildrar Karelska näsets folk och natur med humor och fabuleringslusta.

## Verk översatta till svenska
- Flyktingskolan: roman (översättning Ragnar Ekelund, Bonnier, 1930)
- [Bidrag] (översättning Sven W. Karlén). I antologin Sju finska novellister (Wahlström & Widstrand, 1930)
- Markku och hans släkt: roman (översättning Karl Ekman och Olof Enckell, Bonnier, 1940) (Markku ja hänen sukunsa, 1939)
- Flykten från Karelen (översättning Kajsa Krook, Tomas, 1955) (Evakko, 1954)